# 偽の真空
| この宇宙は偽の真空なのか、それとも真の真空なのか。 |

スカラー場 (φ) における真空のエネルギー状態 (E) のグラフ。真の真空 (true) は偽の真空 (false) よりも基底状態のエネルギーが低い。偽の真空が真の真空へ移行するには、高エネルギーの粒子を与えるか、トンネル効果が必要となる。

偽の真空（ぎのしんくう、false vacuum）とは、場の量子論における仮説の一つであり、我々の宇宙の真空が最低エネルギーの固有状態ではなく、さらに低いエネルギーの固有状態が存在する可能性があることを言う。もしこれが事実であった場合、現在の宇宙の真空は、いずれ真の真空（しんのしんくう、true vacuum）へ遷移（真空崩壊）することになるが、その際には莫大なエネルギーが放出されると考えられている。
我々の宇宙の真空が真の真空なのか偽の真空なのかについては、ヒッグス粒子とトップクォークの質量により知ることが出来るが、実験結果の精度が不十分であり、未だ結論は出されていない。

## 概要
場の量子論における真空は、最低エネルギーの固有状態として定義されるが、現在の真空よりもさらに低いエネルギーの固有状態（真の真空）の存在を否定することはできない。もしそれがあったと仮定するならば、現在の真空は準安定状態となる。これが偽の真空である。
138億年の歴史を経て、現在の宇宙は十分にエネルギーの低い状態になっていると考えられる。
しかし、現在の真空が真の真空ではなく、偽の真空である可能性は排除できない。
偽の真空は有限の寿命を持つが、その寿命は138億年より十分長いものであるはずである。
スカラー場の理論において、真の真空ではポテンシャルが最小の値をとるが、
偽の真空ではポテンシャルが最小値ではない極小値をとる。
この極小値周りのポテンシャル障壁により、偽の真空は古典的には安定となる。ただし、後述する通りトンネル効果による遷移を経て真の真空へと崩壊する。
このトンネル効果の大きさが偽の真空の寿命を決定する。

## 検証可能性
標準模型が十分高いエネルギースケールまで正しい理論であることを仮定すると、
我々の宇宙の真空が真の真空なのか偽の真空なのかは、ヒッグス粒子とトップクォークの質量により知ることが出来る。このうちヒッグス粒子の質量は、2012年7月4日に発表された値では125.3±0.5 GeVまたは126.0±0.4 GeVとある程度正確に求まっているが、トップクォークの質量は172.9±1.5 GeVとやや精度が荒い。このため、現在の理論では真空の安定性は安定と準安定のちょうど境界に位置する事になる。なお、ヒッグス粒子を事実上発見したという発表のあった2013年3月14日以降に、一部に「真空が準安定状態である」事が確定したというような記事が存在するが、これはトップクォークの質量の不確かさを考慮しないで書かれた誤報である。トップクォークのより正確な結果を求めるには、現在あるテバトロンや大型ハドロン衝突型加速器 (LHC) では難しく、次世代の加速器であるILCの登場を待たないといけないとされている。

## 真空の崩壊
もし、現在の我々がいる宇宙の真空が偽の真空だった場合、ポテンシャルの極小値に停留している状態に過ぎない。例えると、坂道を転がるボールが、坂を下りきる途中の穴に転がり落ちた状態である。ポテンシャルの障壁を乗り越える、すなわち落ちたボールが外に飛び出て再び坂を転がるには、ボールが穴から強く蹴り上げられるか、穴の横の地中を直接通り抜けて再び地面に戻るかのどちらかの方法をとらなければならない。現在の真空が相転移するこの現象を「真空の崩壊」と呼ぶ。
ボールを強く蹴り上げるというのは、真空に高エネルギーを与える事である。それは、高エネルギーの粒子を衝突させることで実現できる。大型ハドロン衝突型加速器 (LHC) は、荷電粒子を加速することにより、最大で約10TeVのエネルギーを1個の粒子に与えることができる。しかし、LHCが真空崩壊を引き起こす可能性は極めて低い。なぜなら、宇宙には超高エネルギー宇宙線と呼ばれる、最大で320EeVと、LHCの300万倍のエネルギーをもつ宇宙線が実在し、地球大気を構成する粒子にも絶えず衝突している。そのような宇宙線が真空崩壊を引き起こす可能性は、LHCが真空崩壊を引き起こす可能性と比較すれば圧倒的に高いにもかかわらず、これまで真空崩壊は観測されていないことから明らかである。
ボールが地中を移動するというのは、古典的に考えればトンネルを掘らない限りは不可能に思えるが、量子論では不確定性原理により、あたかもトンネルを掘ったかのように障壁を乗り越えてしまう事がある。これをトンネル効果と呼ぶが、トンネル効果は、ある確率によって発生する。ポテンシャルの障壁が大きい場合には、その確率は低くなるが、ゼロにはならない。
仮に真空の崩壊が宇宙のどこか1点でも発生した場合、ポテンシャルの差による膨大なエネルギーが生ずる。それによって、周りの偽の真空も連鎖的に真の真空へと相転移する連鎖反応が発生する。それはちょうど、偽の真空に包まれた空間の1点に真の真空の泡が発生し、それが膨張するように見える。発生した真の真空は球体であり、エネルギーは体積に比例するため、真の真空の泡の単位表面積あたりのエネルギーは泡の膨張と共にますます増加していく。泡は光速で膨張すると考えられ、泡の表面は極めて高エネルギーであるため、触れた全ての構造は一瞬にして崩壊してしまう。また光速でやってくる以上、実際に泡に衝突するまで、観測者が泡の存在を知ることは不可能である。真の真空に相転移すると各種の物理定数は変化するため、どの値をとるにせよ、現在我々が知る構造は発生し得ないと考えられる。
なお、実際に真空の崩壊が起こったとしても、先述の通り真の真空の泡は光速でやってくる。そのため、この宇宙のどこかで今この瞬間発生したとしても、人類が住んでいる場所に真空の崩壊が達するのは数十億年も先であると推定される。なぜならば、真空の崩壊をもたらすような物理現象は宇宙空間のどの場所においても均等な確率で発生するため、数十光年という極めて小さな範囲で発生する確率よりも、数十億光年という大きな範囲で発生する確率の方がはるかに高いためである。